# Ocnogyna huguenini
Ocnogyna huguenini là một loài bướm đêm thuộc phân họ Arctiinae, họ Erebidae.